# Zlín Z-42
Zlín Z-42 — одномоторний двомісний чехословацький навчально-тренувальний літак виробництва Moravan Otrokovice. Розроблена версія, Z-142, є найпопулярнішим варіантом літака в лінійці літаків виробника.

## Дизайн і розробка

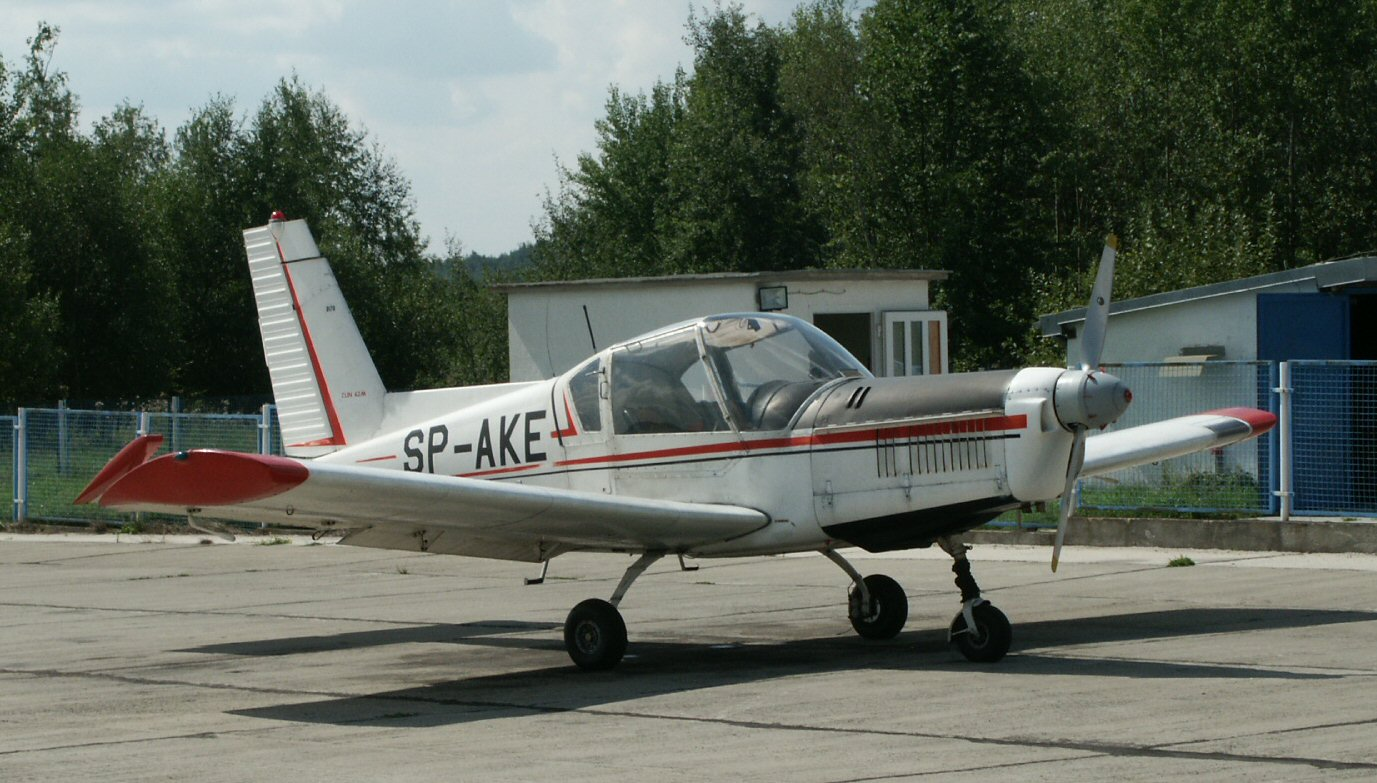
Zlín Z 42M, бортовий номер SP-AKE (№ 0170).

Літаки побудовані компанією Moravan Aviation, заснованою в 1934 році Томашем Батою в Чехословаччині.
Він став продовженням та заміною успішній серії тандемних пілотажних тренажерів Zlín Trener, Moravan розробили нове сімейство легких літаків із розташуванням сидінь поруч, що включає двомісний тренажер Zlín Z-42 та чотиримісний навчально-туристський літак Zlín Z-43 . Перший політ Z-42 відбувся 17 жовтня 1967 року, й отримав сертифікат льотної придатності 7 вересня 1970 року.
Перероблений Zlín Z-42M здійснив політ у листопаді 1972 року з переробленим оперенням, взятим у Z-43, і гвинтом постійної швидкості, який замінив гвинт з керованим кроком (де крок гвинта контролюється пілотом) оригінального Z-42. Коли ранні Z-42 були переоснащені новим гвинтом, вони отримали іншу назву Z-42 MU .

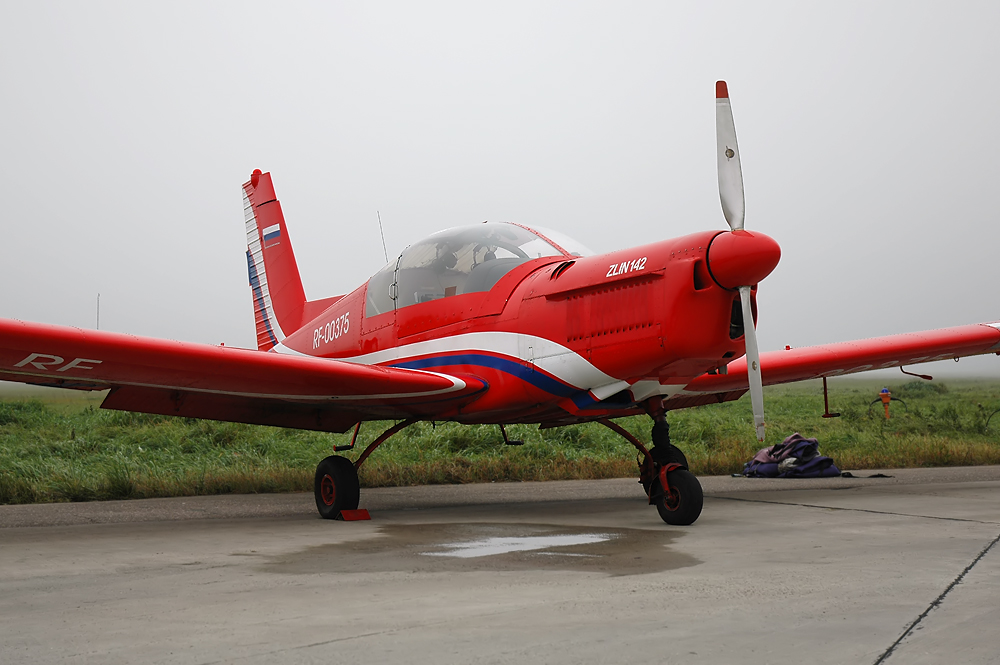
Злін Z-142

Розвиток тривав: Zlín Z-142 це дещо збільшений двомісний планер на основі Z-42 і більш потужний 157 кВт (210 к.с.) двигун Walter (тепер LOM) M 337 інвертований шестициліндровий двигун з наддувом і повітряним охолодженням Z-43 замінив двигун LOM M137 без наддуву на Z-42. Перший політ прототипу Z-142 відбувся 29 грудня 1978 року.
Наприкінці 1980-х років було розпочато подальші розробки. Інвертований рядний двигун був замінений на чотирициліндровий горизонтально-оппозитний двигун Lycoming IO-360. Цей варіант позначається як Z-24 2L Guru, і його можна відразу відрізнити за відносно широким капотом, у якому розміщено чотирициліндровий двигун.
У 2021 році Zlin представив оновлений 24 2L під назвою Zeus. Він має менш кутасте хвостове оперення та більш обтічний кокпіт, а також зміни у ходовій частині.

### Fernas 142
Ліцензійне виробництво Z-142 здійснювалося в Алжирі компанією ECA fernas (іноді відома як просто Fernas) під назвою ECA-Fernas 142, були й пілотажні (аеробатичні) модифікації.

## Операційна історія

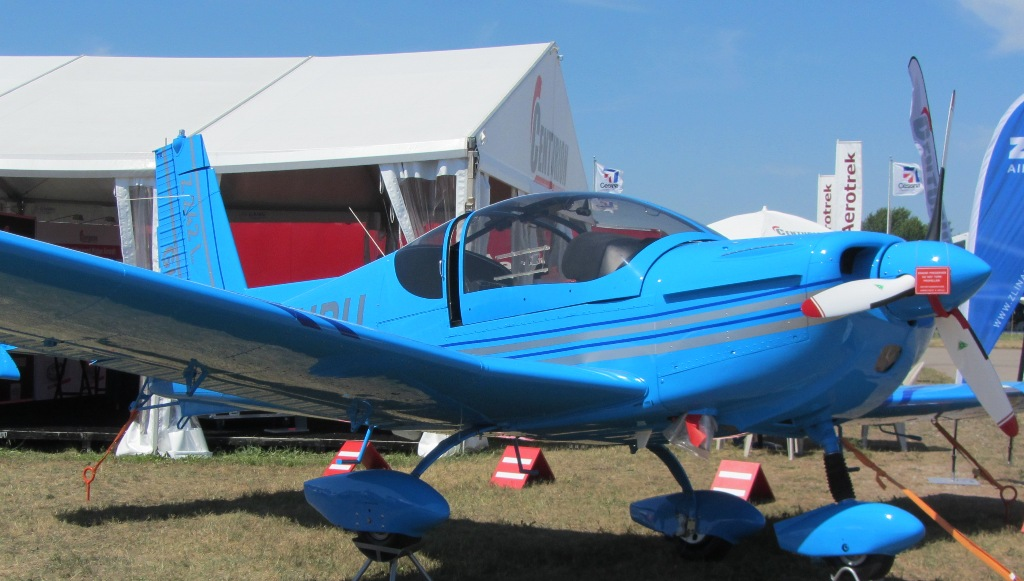
Zlín Z-24 2L

Zlín Z-42
Початкова серійна версія з двигуном 180 к. с. (130 кВт) Двигун Авіа М-137. 48 побудовано.
Zlín Z-42 MПерероблений спинний плавник і встановлений гвинт із постійною швидкістю. 149 побудовано.
Zlín Z-142
Розсувний вперед плафон кабіни. На платформі 225 к. с. (168 кВт) двигун М-337АК.
Zlín Z-242
200 к. с. (149 кВт)
Zlín Z-242 L Guru

Zlín Z 242 L Zeus

Fernas 142 / ECA Fernas 142
(ECA — Entreprise de construction aéronautique) Алжирське ліцензійне виробництво Z-142, перший політ у 1993 році.

## Оператори

### Цивільні
Літак користується популярністю в організаціях з підготовки до польотів.
- Державна авіаційна служба[10].

 Алжир
- ADF — кадети ВПС Австралії — три в службі, які використовуються для підготовки пілотів-курсантів станом на 2017 рік[11].

 Болівія
- ВПС Болівії = дев'ять х Z-24 2L, замовлені в травні 2016 року[12].

- ВПС Болгарії — Z-42[13]

 Куба
- Cuban Air Force[en] ВПС Куби — Z-142[14]

 Хорватія
- Хорватські ВПС і ППО — Z-242 L[15].

 Чехія
- ВПС Чехії — Z-142[16].

 Угорщина
Північна Македонія
- Авіаційна бригада Північної Македонії — Z-242 L[17].

 Мексика
- ВМС Мексики — Z-242[18].

 Перу
- ВПС Перу — Z-242[18].

 Словенія
 Ємен
Сепаратистські організації
- Тигри звільнення Таміл-Іламу — Air Tigers[en] Повітряні тигри (раніше діяли в Шрі-Ланці)[19][20].